# Parafia Nawiedzenia Najświętszej Maryi Panny w Tarnawce
Parafia Nawiedzenia Najświętszej Maryi Panny w Tarnawce – parafia rzymskokatolicka znajdująca się w archidiecezji przemyskiej, w dekanacie Łańcut I. 

## Historia
Tarnawka istniała już w XV wieku. W 1628 grekokatolicy zbudowali drewnianą cerkiew. W latach 1934–1939 zbudowali murowaną cerkiew.
W 1946 została erygowana ekspozytura z wydzielonego terytorium parafii w Husowie. Na kościół parafialny zaadaptowano dawną drewnianą cerkiew, a w murowanej rozpoczęto prace wykończeniowe. W 1953 kościół został poświęcony pw. Nawiedzenia Najświętszej Maryi Panny. 
W latach 1953–1955 władze państwowe czasowo wstrzymały prace wykończeniowe. 4 sierpnia 1964 dwoje dzieci z przedszkola spaliło drewnianą cerkiew. W 1977 oddano do użytku nową plebanię.
Na terenie parafii jest 400 wiernych.

## Proboszczowie
- 1946–1969 ks. Franciszek Nowak (ekspozyt)[4][5][6]
- 1970–2005 ks. Józef Dudek[7][8]
- 2005–2016. ks. Jan Bień[9]
- od 2017 ks. Zygmunt Suski